# Franc à cheval
Pour les articles homonymes, voir franc.
Le franc à cheval est le premier franc français, monnaie d'or à 24 carats pesant 3,88 grammes, émise pour financer la rançon du roi Jean II le Bon (1350-1364), prisonnier des Anglais. Créé le 5 décembre 1360, et mis en circulation en février 1361 jusqu'en 1364. Bien que le nom « franc » signifie « libre », il est plus probable que le nom de la monnaie vienne tout simplement de l'inscription Francorum Rex gravée sur la pièce. Le franc fut émis à la valeur d'une livre tournois, et le mot franc devint vite synonyme de livre.

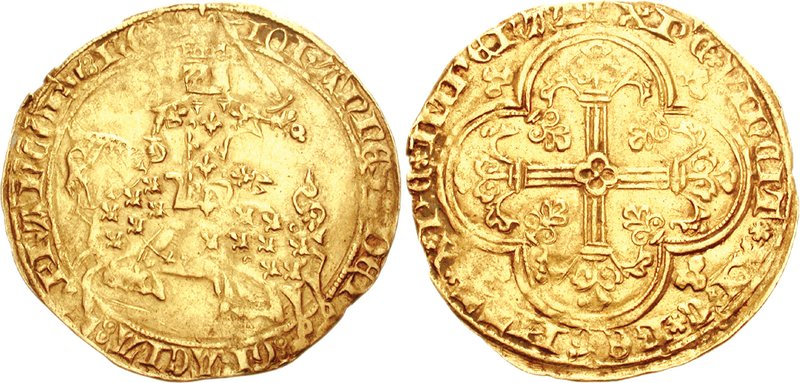
Jean II le Bon : franc à cheval.

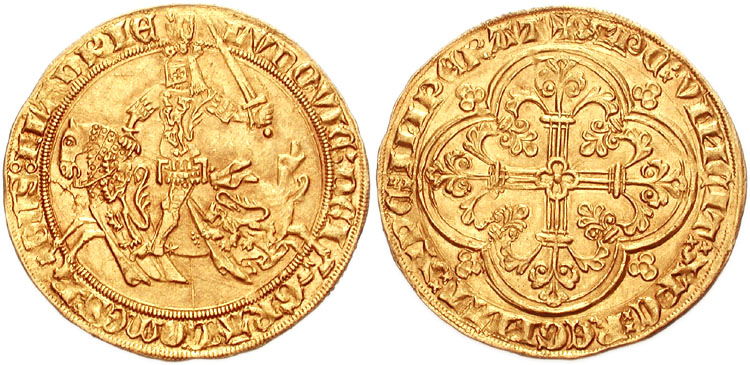
Louis de Male : franc à cheval.

## Historique
Le franc à cheval a été créé le 5 décembre 1360 à Compiègne par l'ordonnance de Jean le Bon pour financer le paiement de sa rançon. Après sa mort, son fils Charles V continua à partir de septembre 1364, la frappe du franc à cheval mais à son nom.
Le franc à cheval est la première monnaie royale française représentant le souverain en chevalier chargeant comme pour aller au combat. C'est aussi la première monnaie à porter le nom « franc » qui deviendra celui de l'unité monétaire française.

## Description

### Avers
La pièce représente, sur la face, Jean II le bon à cheval, galopant à gauche, l'épée haute, coiffé d'un heaume couronné sommé d'un lis, portant par-dessus sa cotte de mailles une cotte d'armes fleurdelisée ; le caparaçon du cheval est également brodé de fleurs de lis. Figure une inscription circulaire : IOHANNES DEI GRATIA • FRANCORV REX, traduit « Jean, par la grâce de Dieu, roi des Francs »

### Revers
Sur le revers, on y trouve une croix feuillue avec quadrilobe en cœur, dans un quadrilobe orné de palmettes et cantonné de quatre trèfles évidés. Figure une inscription circulaire : XPC VINCIT • XPC REGNAT • XPC IMPERAT qui veut dire « le Christ vainc, le Christ règne, le Christ commande ».